# Gustav Trockenbrodt

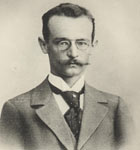
Gustav Trockenbrodt

Gustav Trockenbrodt (* 10. November 1869 in Aschaffenburg; † 27. April 1904 in Rosenheim) war ein deutscher Schriftsteller und Heimatdichter.

## Leben
Gustav Trockenbrodt wurde als fünfter und jüngster Sohn einer alteingesessenen Aschaffenburger Kaufmannsfamilie geboren. Er studierte Rechtswissenschaften in München und Erlangen und arbeitete danach als Notariatskanzlist in Schweinfurt, Traunstein und Rosenheim. Er ließ dabei jedoch nie die Verbindung zu seiner Geburtsstadt abreißen. Unsterblich machte er sich hier mit den Ascheberger Sprüch’, einer Gedichtesammlung, die er in Aschaffenburger Mundart verfasste. Die erste Auflage erschien im Jahre 1900. Die zweite Auflage aus dem Jahr 1904 wurde von dem Aschaffenburger Maler Adalbert Hock illustriert. 
Nach einer Italienreise erkrankte Gustav Trockenbrodt und starb 1904 mit erst 34 Jahren in Rosenheim. Er wurde im Familiengrab auf dem Aschaffenburger Altstadtfriedhof beigesetzt. In Aschaffenburg ist eine Straße nach ihm benannt.

### Texte
Textprobe aus „Ascheberger Sprüch’“ (1900):
Gruß an Ascheberg
Seh' ich mei' Ländche, herzig, sunnig, friedlich,
Seh' ich mei' Ascheberg, so kloor, so wunnerschö',
Seh' ich mei' Landsleit' lustig un gemietlich,
Hippt mer mei Herz vor Frääd houch in die Höh'!
Kenn' jede Gaß', jed' Häusje,
Kenn' jeden Baam un Berg,
Kä Wunner! 's is mei' Heimat!
Es is mei' Ascheberg!

### Werke
- Ascheberger Sprüch’. C. Krebs'sche Buchhandlung, Aschaffenburg 1900 (Reprint 2007, ISBN 978-3-87965-106-1)
- Ascheberger Sprüch’, Neue Folge. C. Krebs'sche Buchhandlung, Aschaffenburg 1904